# Villeneuve-Tolosane
Villeneuve-Tolosane è un comune francese di 8 756 abitanti situato nel dipartimento dell'Alta Garonna nella regione dell'Occitania.

## Società

### Evoluzione demografica
Abitanti censiti